# 布蘭登堡的阿格尼絲 (1584-1629)
布蘭登堡的阿格尼絲（德語：Agnes von Brandenburg，1584年7月17日—1629年3月26日），波美拉尼亞公爵夫人，布蘭登堡選侯約翰·格奧爾格的女兒。

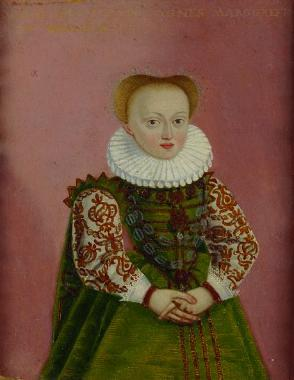
布蘭登堡的阿格尼絲

1604年，阿格尼絲與波美拉尼亞公爵菲利普·尤利烏斯結婚，兩人沒有子女。1628年，阿格尼絲與薩克森-勞恩堡的法蘭茲·卡爾結婚，兩人沒有子女。